# Monophthong
Ein Monophthong (v. griech. monos „allein“ und phthóngos „Laut“) ist ein einfacher Vokal ohne Veränderung der Qualität (z. B. „u“, „a“) im Gegensatz zu Diphthongen (z. B. „au“, „ei“). 
Monophthonge können in ihrer Quantität (Langvokal oder Kurzvokal) und Qualität (Öffnungsgrad, Lippenrundung) unterschieden werden. Eine zweidimensionale Darstellung liefert das Vokaldreieck. 
Die Monophthonge sind wie alle Laute zeitlichen Veränderungen unterworfen, es kommt zum Lautwandel. Einige deutsche Monophthonge sind durch Monophthongierung aus Diphthongen entstanden; andererseits gingen alte Monophthonge dem System durch Diphthongierung verloren.
Eines der auffälligsten Merkmale der hochalemannischen Dialekte (Schweizerdeutsch, Vorarlbergisch) des Deutschen ist die Monophthongierung (bzw. seit dem Mittelhochdeutschen nicht durchgeführte Diphthongierung) des überwiegenden Großteils der standardsprachlichen Diphthonge. So erscheint Haus als Hus, mein als min oder Feuer als Für. Hingegen erscheinen standardsprachliche Monophthonge oftmals als Diphthonge: heaba(n) statt heben oder luaga(n) statt lugen.